# Camille Pognante
Camille Pognante, née le 5 octobre 2006, est une joueuse française de badminton.

## Carrière
Aux Championnats d'Europe de badminton 2025 à Horsens, elle est médaillée de bronze en double dames avec Margot Lambert.